# Reserva de la biosfera El Pinacate y Gran Desierto de Altar
La Reserva de la Biosfera El Pinacate y Gran Desierto de Altar, también conocida como el Pinacate, es una reserva de la biosfera gestionada por el Gobierno Federal de México, en concreto por la Secretaría de Medio Ambiente y Recursos Naturales, en colaboración con el gobierno del estado de Sonora. Se encuentra en el desierto de Sonora en el noroeste de México, al este del golfo de California, en la parte más oriental del Gran Desierto de Altar, justo debajo de la frontera de Arizona, Estados Unidos y al norte de la ciudad de Puerto Peñasco, México. Es una de las más notablemente visibles formaciones terrestres en Norteamérica vistas desde el espacio. Un sistema volcánico, conocido como Santa Clara forma gran parte del paisaje, incluidos tres picos, el Pinacate, Carnegie, y Medio. En el área se pueden encontrar plantas vasculares, 40 especies de mamíferos, 200 de aves, 40 de reptiles, además de encontrar también anfibios y peces de agua dulce. Existen especies endémicas, amenazadas y en peligro de extinción como el berrendo de Sonora, el borrego cimarrón, el monstruo de Gila y la tortuga de desierto.
La extensión de la Reserva de la Biosfera El Pinacate y Gran Desierto de Altar es de 7146 km², mayor a la de los estados de Aguascalientes, Colima, Morelos y Tlaxcala por separado.
Fue inscrita en la lista del Patrimonio de la Humanidad en junio de 2013 por resolución del Comité de la UNESCO

## Formación
El Pinacate y Gran Desierto de Altar destaca por sus características físicas y biológicas únicas, por la presencia de un escudo volcánico, así como por las extensas zonas de dunas activas que lo rodean y por la mayor concentración de cráteres tipo Maar. La Sierra del Pinacate reviste características orogénicas de alto interés por su conformación abrupta, producto de frecuentes erupciones volcánicas que acumularon lavas en rocas compactas, arenas y cenizas volcánicas, rocas ígneas en las que la intemperización ha producido coloraciones de especial belleza y cráteres como El Elegante, Cerro Colorado, MacDougal y Sykes.
Los Picos del Pinacate (Sierra Pinacate) son un grupo volcánico de picos volcánicos y conos de ceniza, se encuentran localizados al norte del centro de recreativo de Puerto Peñasco. Los más altos de los picos son Cerro del Pinacate (también llamado Volcán Santa Clara), la elevación 3904 pies (1190 m). La palabra española mexicana pinacate proviene de la palabra náhuatl para el escarabajo endémico del desierto, pinacatl.
Los volcanes han hecho erupción esporádicamente desde hace aproximadamente 4 millones de años. La actividad más reciente fue hace aproximadamente 11 000 años. A partir de 1965 hasta 1970, la NASA envió a sus astronautas aquí para entrenarse para futuras excursiones lunares dada las semejanzas del terreno con la superficie lunar.

## Historia

### Época precolombina

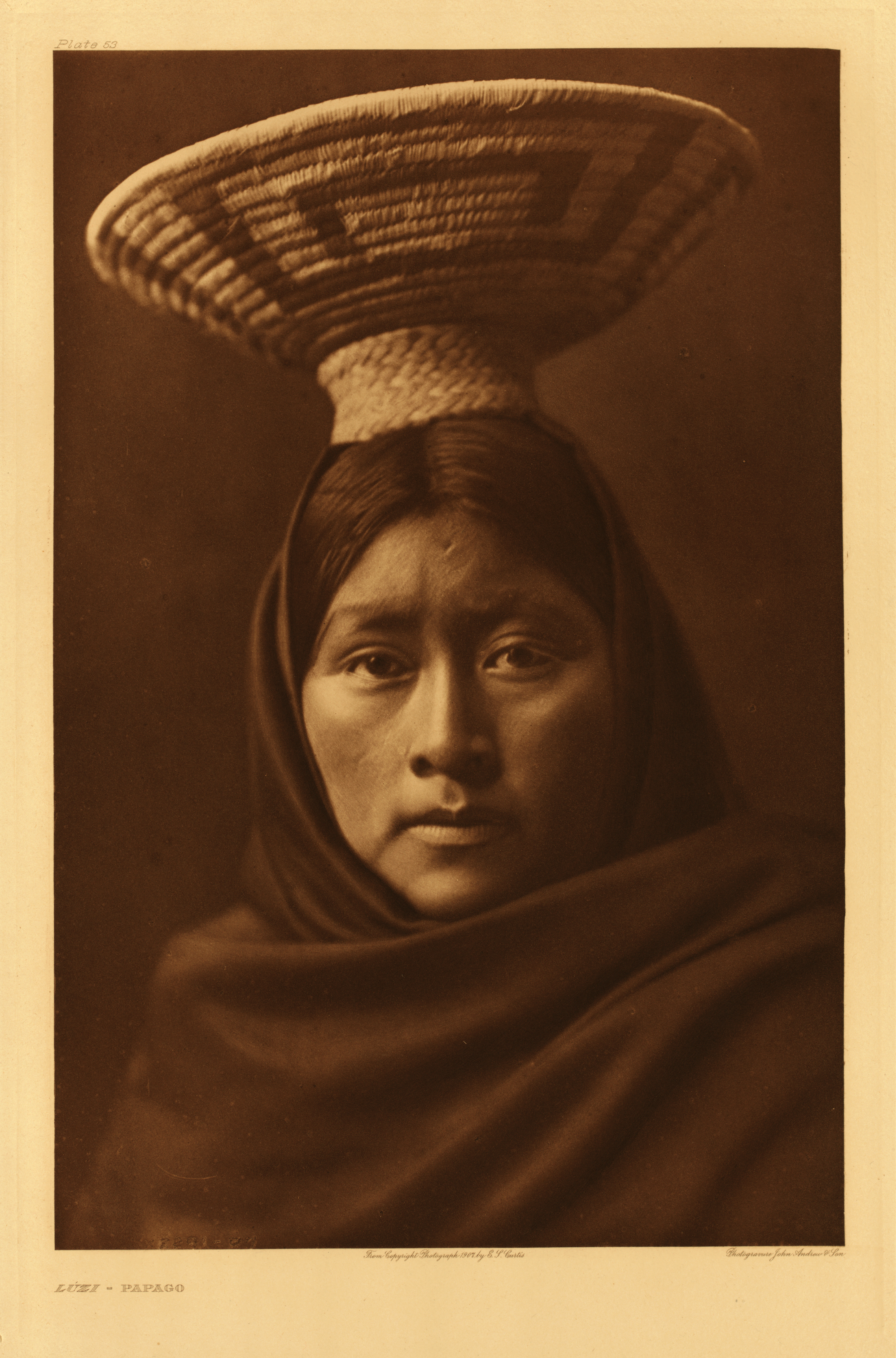
Mujer Tohono O'odham.

Los primeros habitantes son conocidos como pueblo San Dieguito, eran cazadores-recolectores que vivían de la tierra trasladándose desde la montaña hasta el mar del golfo de California en busca de comida. Las primeras etapas de ocupación parecen haber terminado al principio del seco periodo glacial alrededor de 20 000 años atrás, cuando la sequía forzó a la población a abandonar la sierra.
Una segunda etapa de ocupación por el pueblo San Dieguito comenzó al final del seco periodo glacial. Este grupo regresó a la sierra y vivieron como sus ancestros. Esta etapa de ocupación es conocida como la Fase San Dieguito I. Las tinajas deben haber sido una fuente segura de agua durante este tiempo que terminó con la llegada de otro periodo antitérmico seco y caliente, hace aproximadamente 9000 años y que otra vez forzó a los indígenas a abandonar la tierra.
Los colonizadores del Pinacate y Gran Desierto de Altar son conocidos como los areneños. Al igual que el antiguo pueblo San Dieguito, los pinacateños recorrieron la sierra llegando hasta el mar buscando comida y concentrando sus campamentos cerca de las tinajas. Durante estos viajes, dejaron rastro de su presencia, prueba de esto son la red de senderos que van de tinaja en tinaja, así como las herramientas de piedra y restos de cerámica encontrada alrededor de estas fuentes de agua.
Los descendientes de los hohokam son los actuales pápagos (tohono o'odham), emparentados con los areneños (hia c’ed o’odham) y los  pimas (akimel o'odham, 'gente del río'). Estos tres grupos habitaban en las regiones desérticas del norte de Sonora y Arizona. Sin embargo, los pimas vivieron principalmente a lo largo del río Gila en Arizona, mientras que los pápagos y los areneños sí ocuparon la región de El Pinacate. Aunque estos grupos quedaron separados al crearse la frontera entre Estados Unidos y México, aún comparten un mismo origen, una misma lengua y sobre todo un mismo dios, I’toi, cuya morada es el cerro Pinacate.

### Exploraciones
Existen pocos registros de quienes fueron los primeros exploradores en esta área. Puede ser que el primer hombre blanco que vio la montaña ahora conocida como Sierra Pinacate fuese el explorador Melchor Díaz en 1540. Posteriormente, en 1698 el padre Eusebio Kino, fundador de la Misión de San Xavier del Bac al sur de Tucson, Arizona, visitó el lugar regresando en varias ocasiones, el y su grupo escalaron hasta la cima de El Pinacate, al cual nombró cerro Santa Clara.
Antes de 1956, pocos científicos y exploradores habían trabajado en El Pinacate y Gran Desierto de Altar. Entre ellos, el grupo de McDougal, Hornaday y Sykes exploraron la parte occidental de la sierra en 1907.

## Biodiversidad
De acuerdo al Sistema Nacional de Información sobre Biodiversidad de la Comisión Nacional para el Conocimiento y Uso de la Biodiversidad (CONABIO) en la Reserva de la Biosfera El Pinacate y Gran Desierto de Altar habitan más de 805 especies de plantas y animales de las cuales 39 se encuentra dentro de alguna categoría de riesgo de la Norma Oficial Mexicana NOM-059 y 36 son exóticas.